# حق الدفاع عن النفس

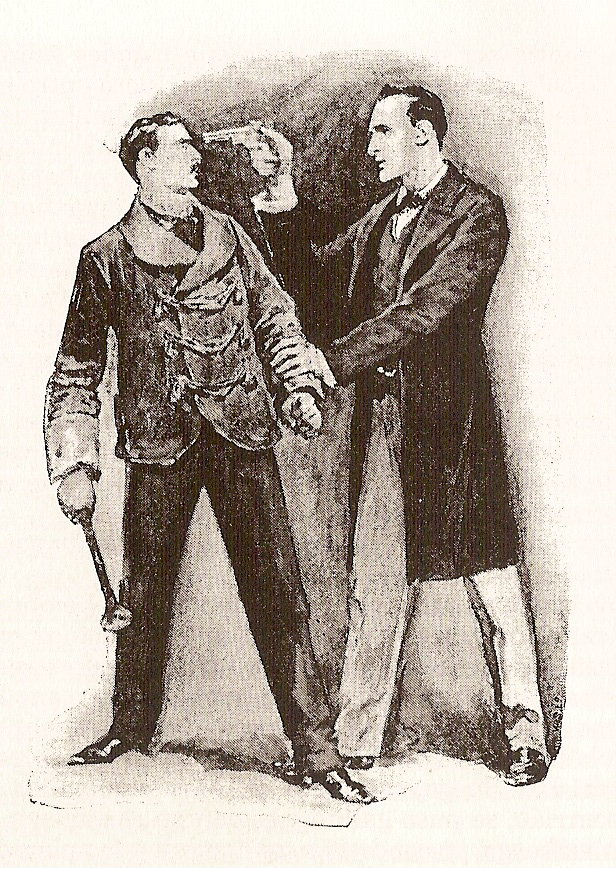
حق الدفاع عن النفس

حق الدفاع عن النفس (يسمى أيضا بحق الدفاع عن الصديق المقرّب alter ego defense أو حقّ الدفاع عن الغير أو الدفاع عن شخص ثالث، وذلك عندما لا يكون الدفاع دفاعاً عن النفس وإنما عن شخص آخر) وهو حقّ الناس في استخدام القوّة المعقولة أو القوّة الدفاعيّة، بغرض الدّفاع عن حياة المرء (الدفاع عن النفس) أو حياة الآخرين، بما في ذلك - في ظروف معينة - استخدام القوّة المميتة.
إذا استخدم المدّعى عليه قوّة دفاعيّة بسبب تهديده من قبل شخص آخر بضررٍ مميت أو خطير، أو بسبب ملاحظة منطقيّة لاقتراب مثل هذا الأذى، يقال أنّ المدّعى عليه يمتلك مبرّر «الدفاع الكامل عن النفس». في حال استخدم المُدّعى عليه قوّة دفاعية بسبب توقّع غير معقول للاعتداء، فقد يمتلك المدّعى عليه مبرر «الدفاع غير الكامل عن النفس».

## النظرية
النظريات المبكرة في مبادي القانون الروماني لا تفرق بين الدفاع المدني عن الشخص والدفاع عن الملكية. سواء سوى كان بوعي أم لا.
ان لحق الدفاع الشرعي شرطي نشوء. وبعد نشوء الحق ووجوده فأن استعماله في الحدود القانونية له أيضا شرطا استعمال.فشرطا النشوء هما:
- اولا: وجود عدوان يشكل خطرا حقيقيا، حال اووشيك الوقوع.
- ثانيا: لزوم قوة لرد العدوان ويدخل في وجود الشرط الثاني عدة عوامل من اهمها:
  - عدم وجود وقت كاف يسمح للمعتدي عليه باللجوء الي حماية السلطة المختصه العامه. عليه متي ما توفر هذان الشرطان هنا ينشأ حق الدفاع الشرعي الشيء الذي يحق به للمعتدي عليه استعمال قوة لرد العدوان.

الا ان حق رد العدوان محكوم هو الآخر بشرطين:
- اولهما ان يوجه الرد علي مصدر العدوان.
- وثانيها وجود التناسب بين الرد والعدوان اذ ان نشوء الحق في الدفاع الشرعي بصورة صحيحة لا يعطي الشخص رخصة مفتوحة بايذاء المعتدي انما يجيز له فقط استخدام القدر اللازم من القوة أو العنف لرد العدوان.
- ولكن المحكمة تعطي كل الاعتبارات لملابسات الحادث وظروف التقدير الميداني لحجم الخطر والقدراللازم لدرئه.(لايعني التناسب هنا المطابقة والتكافؤ بين القوتين وانما يعني قدرا مناسبا من القوة اوالاذي تبعا للظروف القائمة حتي لوكان أكثر من العدوان في الواقع، بشرط الاتزيد بشكل واضح فالمسالة تقديرية مع ملاحظة انه لايمكن ان يطلب من المدافع ان يكيل ضرباته بميزان من الذهب.
- ان رد الفعل الصادر من المتهم للاعتداء الواقع عليه من جراء ضربه بعصا خفيفة لايتناسب مع اعتدائه باستخدام السكين وذلك لان رد الاعتداء يجب ان يكون متناسبا الي حدما مع الاستفزاز الذي يوجه للمتهم.

الدفاع الشرعي في القانون المصري هو حق يتيح للشخص استخدام القوة اللازمة والمناسبة لدرأ خطر حال، وغير مشروع، يهدد النفس أو المال بنحو قد يستحيل معه لجوء هذا الشخص إلى السلطات العامة لطلب حمايتها من ذلك الخطر. فالدفاع الشرعي هو حق يتيح للفرد في مصر أن يدافع عن نفسه في مواجهة الكافة، وذلك استثناءً على القاعدة القانونية التي تحظر على الفرد أن يقيم العدالة بنفسه دون اللجوء إلى السلطات المختصة.
لا يمكن للمبرّر أن يجعل من الاستخدام الإجرامي للقوّة أمراً مشروعاً، بالمقابل في حال كان استخدام القوّة مبرّرا، لا يمكن أن يعتبر ذلك جريمةً على الإطلاق.

## شروط حق الدفاع الشرعي
1. وقوع اعتداء بفعل يعد جريمة[3] فيجب ان يكون الفعل الذي يهدد حياتك يعتبر جريمة وهذا الشرط اساسى لتبرير اى شكل من اشكال الدفاع عن نفسك لكن هناك ملحوظه هامه لايعتبر دفاع شرعى في بعض الأعمال المباحه مثل: الاب عند عقابه لابنه فهنا لا ينشئ لابنه الحق في الدفاع الشرعى.
2. لا دفاع شرعى في مواجهه مأمور الضبط اثناء قيامه بواجبات وظيفته فالدفاع الشرعى لايجوز الدفع به في مواجهه الشرطة الا إذا تطور الامر بفعل يعد جريمة دون ان يكون هنالك حسن النية.
3. ينشا حق الدفاع الشرعى في مواجه المعتدى ولو كان غير مسئول جنائيأ مثل مواجه الاعتداء من مجنون أو طفل غير مميز فهنا أيضا ينشأ لك حق الدفاع الشرعى.[7]
4. ينشا حق الدفاع الشرعى إذا كان المعتدى البادئ بالعدوان يتمتع بعذر قانونى مثال عند مفاجاة الزوج لزوجته في حاله الزنا هنا أيضا يجوز للزوجة ومن كانت معه استعمال الحق في الدفاع الشرعى على الرغم من ان الزوج يتمتع بعذر قانونى.

- الخطر الوهمى  يحدت ان يظن الانسان ان هناك خطر يهدد فيلجأ للدفاع الشرعى ويتضح بعد ذلك انه كان موهوم لكن الفقه استقر ان يرجع ذلك إلى تقدير ظروف كل حاله على حدى وتختص المحكمة بتقدير ذلك.

## أنواع الجرائم التي يجوز فيها الدفاع الشرعى

### جرائم الاعتداء على النفس
قانون العقوبات يبيح لكل شخص الحق في استعمال القوة اللازمة لدفع كل فعل يعتبر جريمة على النفس كالقتل والجرح أو الضرب الذي يفضى إلى عاهه مستديمه أو الاختطاف وما يمثل الاعتداء على العرض كهتك العرض والاغتصاب.

### جرائم الاعتداء على المال
وهنا لم يخص الشارع بالدفاع الشرعى عن النفس فقط بل اضاف اليها المال على سبيل الحصر:
1. جرائم الحرق العمد.
2. جرائم السرقة.
3. جرائم التخريب والإتلاف.
4. جرائم انتهاك حرمه ملك الغير.
5. جرائم الدخول على الاراضي الزراعيه المهيأة للزراعة أو مبذور فيها زرع أو بها بهائم أو دواب وتلك الحالات تكون تقديرة للمحكمة.

## ضرورة استعمال القوة لرد الاعتداء

### يجب ان يكون الاعتداء حالا
يجب ان يكون حالا أو وشيك الوقوع حتى يكون استعمال القوة ضرورى فاذا لم يكن حالا أو وشيك الوقوع لا ينشا حق الدفاع الشرعى وإذا وقع الاعتداء وانتهى فلا ينشأ حق الدفاع الشرعى وإذا دافع عن نفسه بعد انتهاء الفعل يعتبر ما قام به عدوان وليس دفاع شرعى لان القانون حدده بشرطين هو ان يكون حالا أو وشيك الوقوع ولا محل للدفاع الشرعى إذا فر الجانى وترك المسروقات أو هرب بعد ان قام بحرق اى شئ.

### اتجاه فعل الدفاع إلى مصدر الخطر
يجب ان يوجه المعتدي عليه دفاعه إلى الشخص الذي يسبب له الخطر وليس إلى اى شخص اخر.

### استعمال القوة هي الوسيلة الوحيدة لدفع العدوان
اى يكون المعتدى عليه لم يجد اى وسيله أخرى لدفع العدوان الا باستعمال القوة فاذا امكن له دفع الضرر باى وسبله أخرى لا ينشا بحقه الدفاع الشرعى مثال إذا وجه تهديد لشخص بالقتل فهنا يمكن لهذا الشخص الاتصال بالسلطات ولا ينشا له الدفاع الشرعى.

## حدود استعمال الدفاع الشرعى
1. تناسب القوة المستعمله مع جسامه الاعتداء.اى لا تكون القوى التي يدفع بها العدوان أكبر من القدر اللازم وتلك مشكله تترك لقاضى الموضوع مثال لو طفل صغير يريد ان يضرب رجل كبير فاستعمل الرجل سلاح نارى فهنا لا ينشأ الدفاع الشرعى.
2. القتل حالات القتل للدفاع عن النفس وهي الحالات التي يجوز فيها القتل للدفاع عن النفس

- اولا: فعلا يتحوف منه الموت أو يحدث منه جراح قاتله.
- ثانيا: اتيان امراة كرهأ أو هتك عرض إنسان بالقوة.
- ثالثا: اختطاف إنسان.
- رابعا: الدخول ليلا لمنزل مسكون قاصد ارتكاب جريمة فهنا اباح القانون القتل واستلزم القانون ان يكون الدخول ليلا وبوسيله غير مشروعة.

## شروط المدافع عن نفسه واستعماله الدفاع الشرعى
- يجب ان يكون حسن النية فإذا لم يكن حسن النية اعتبر خارج عن القانون.
- وتقدير حسن النية أو سوء النية امر متروك للمحكمة فلابد ان يكون الشخص حقيقياً في موقف دفاع عن نفسه.
- عذر تجاوز الدفاع الشرعى: اراد المشرع تخفيف على من توافر له حق الدفاع الشرعى ولكنه تجاوز ذلك الحد بحسن نيه فهنا لا يعفى من العقاب كليأ لكن اجاز تخفيف العقاب وفق تقدير قاضى الموضوع.

## الدفاع القانوني عن ادّعاء الدفاع عن النفس
عند محاولة الادّعاء بالدفاع عن النفس، فإنّ ذلك يعتمد بالدرجة الأولى على التهديد. هل كان التهديد الذي تعرّض له الشخص لفظيّاً؟ إلى أي حدّ شعر/ شعرت بالحاجة إلى الدفاع عن النفس. كما أنّه يعتمد على ما إذا كان التهديد قريب التنفيذ أم لم يكن كذلك. هل كان التهديد على وشك الحدوث، هل كانت حياة الشخص في خطر حقيقيّ. هل قام/ قامت باستفزاز الشخص للقيام بالهجوم. عندما تعرّض الشخص للهجوم، هل كان مستوى القوّة المستخدم في الدفاع عن النفس ملائماً لمستوى التهديد. هل كان الدفاع عن النفس مبالغ به إلى حدّ كبير حيث أدّى بنهاية المطاف إلى مقتل المُهدِّد، في حين لم تكن هناك حاجة إلى استخدام هذا القدر من القوة تجاه المُهدِّد. هل كان الدفاع من مبدأ «عقيدة القلعة castle doctrine، والتي تعني الدفاع عن مكان الإقامة أو أي مكان يشغله المواطن قانونيّاً». هل قام المُهدِّد باقتحام المنزل أو قام بإيذاء المدّعى عليه أو أحد من أفراد أسرته إلى أن اضطر للدفاع عن نفسه أو عن غيره مستخدماً القوّة المميتة. يتطلّب ادّعاء الدّفاع عن النفس حصول أحد الحالات السابقة.

## وصلات خارجية
- UseofForce.us, an independent, in-depth breakdown of US self-defense legalities.
- Self-Defence and the Canadian Criminal Code, a look at reasonable force as it applies in Canadian law.
- "Self-Defense". الموسوعة الكاثوليكية. نيويورك: شركة روبرت أبيلتون. 1913.